# 한국공항공사
한국공항공사(韓國空港公社, 영어: Korea Airports Corporation)는 인천국제공항을 제외한 대한민국 내 14개 공항을 효율적으로 건설, 관리, 운영 등에 함으로써 항공수송을 원활하게 하고 국가경제의 발전과 국민복지의 증진에 기여를 목적으로 한국공항공사법에 의거 설립된 대한민국의 공기업이다.

## 연혁
- 1980년 5월 30일: 국제공항관리공단으로 설립[3]
- 1980년 7월 1일: 김포국제공항 인수, 운영
- 1983년 5월 9일: 부산지사 설립
- 1983년 5월 16일: 김해국제공항 인수, 운영
- 1985년 9월 6일: 제주지사 설립
- 1985년 9월 1일: 제주국제공항 인수, 운영
- 1990년 4월 7일: 명칭을 국제공항관리공단에서 한국공항공단으로 변경 (법률 제4235호)
- 1990년 6월 28일: 대구지사 등 9개 지사설립
- 1991년 12월 14일: 수도권 신공항건설사업추가
- 1992년 5월 25일: 목포지사 설립
- 1992년 11월 26일: 군산지사 설립
- 1994년 9월 1일: 수도권신공항건설공단법 제정으로 인한 신공항 건설본부 폐지
- 1994년 12월 13일: 항로시설본부 설립
- 1995년 3월 1일: 항로시설본부 인수, 운영
- 1997년 1월 15일: 청주 및 원주지사 설립
- 1999년 1월 15일: 항공무선표지소 인수, 운영 (안양 등 8개소)
- 2002년 1월 14일: 한국공항공사법 제정·공포 (법률 제6607호)
- 2002년 3월 2일: 명칭을 한국공항공단에서 한국공항공사로 변경
- 2002년 4월 3일: 속초지사 폐지 및 양양지사 설립
- 2002년 12월 3일: 강릉지사 폐지
- 2004년 1월 25일: 예천지사 폐지
- 2007년 10월 23일: 목포지사 폐지 및 무안지사 설립

## 역대 사장
- 윤일균 (1980년 ~ 1986년)
- 김준봉 (1986년 ~ 1991년)
- 육완식 (1991년 ~ 1993년)
- 김주봉 (1993년 ~ 1997년)
- 염홍철 (1997년 ~ 1998년)
- 김건호 (1998년 ~ 2001년)
- 윤웅섭 (2001년 ~ 2005년)
- 이근표 (2005년 ~ 2008년)
- 성시철 (2008년 ~ 2013년)
- 김석기 (2013년 ~ 2016년)
- 성일환 (2016년 ~ 2018년)
- 손창완 (2018년 ~ 2022년)
- 윤형중 (2022년 ~ 2024년)

## 조직
- 이사회
- 감사위원회
- 상임감사위원
  - 감사실
    - 감사기획부
    - 감사부
    - 청렴감찰부
    - 협력감사부

## 한국공항공사장
- 비서실
- 홍보실
  - 홍보부

부사장
- 신공항추진단
  - 신공항계획부
  - 신공항건설부
  - 디지털트윈사업부TF
- IAM사업단
- 항공산업연구원
  - 항공연구부TF
- 경영평가실

안전보안본부
- 안전보안실
  - 안전기획부
  - 재난방재부
  - 보안계획부
  - 테러대응부
- 중앙통제센터
- 비상계획실
- 사이버보안센터

전략기획본부
- 기획조정실
  - 기획법무부
  - 경영전략부
  - 투자기획부
- 스마트공항추진실
  - 스마트기획부
  - 데이터융합부
  - 스마트공항부
- ESG경영실
  - ESG경영부
  - 지역상생협력부

운영본부
- 인사혁신실
  - 총무복지부
  - 인사부
  - 노사협력부
- 공항운영실
  - L/S운영부
  - 서비스개발부
  - 자회사협력부
- 경영관리실
  - 자산계약부
  - 재무회계부
  - 경영정보부

건설시설본부
- 건설사업실
  - 공항계획부
  - 건설안전부
- 공항시설실
  - 공항시설부
  - A/S운영부
  - 그린에너지부
- 항행시설실
  - 항행시설부
  - 항행사업시설부
  - 무인항공기술부

글로컬사업본부
- 항공영업실
  - 항공마케팅부
  - 컨세션사업부
- 해외사업실
  - 글로컬협력부
  - 해외사업부
  - 해외영업부
- 항행장비사업센터

항공기술훈련원
- 항공교육훈련센터
- 교육지원부
- 교육운영부

항로시설본부
- 지원총괄부
- 항행통신부
- 항행전자부
- 항공흐름부
- 시스템정보부
- 인천항공교통시설단
  - 지원총괄부
  - 항행통신부
  - 항행전자부
  - 시스템정보부
  - 표지소관리부
  - 표지소

서울지역본부(김포공항)
- 통합연대
- 공항운영센터
- 운영단
  - 총괄기획부
  - 재무관리부
  - 운영계획부
  - 고객서비스부
  - 보안관리부
  - 의전부
- 시설단
  - A/S운영부
  - 토목조경부
  - 건축시설부
  - 기계시설부
  - 플랜트시설부
  - 환경관리부
- 기술단
  - 전력시설부
  - 항공등화부
  - 항공통신부
  - ILS부
  - 레이더관제부

부산지역본부(김해공항)
- 공항운영센터
- 운영단
  - 총괄기획부
  - 재무관리부
  - 운영계획부
  - 고객서비스부
  - 보안관리부
- 시설단
  - A/S운영부
  - 토목부
  - 건축시설부
  - 기계시설부
  - 전력시설부
  - 항행전자부
  - 항행통신부

제주지역본부(제주공항)
- 공항운영센터
- 운영단
  - 총괄기획부
  - 재무관리부
  - 운영계획부
  - 고객서비스부
  - 보안관리부
- 시설단
  - A/S운영부
  - 토목부
  - 건축시설부
  - 기계시설부
  - 전력시설부
  - 항행전자부
  - 항행통신부

## 지사
- 청주지사
  - 운영팀
  - 운항지원팀
  - 시설팀
- 대구지사
  - 운영팀
  - 시설팀
- 울산지사
  - 운영팀
  - 시설팀
- 무안지사
  - 운영팀
  - 시설팀
- 광주지사
  - 운영팀
  - 시설팀
- 여수지사
  - 운영팀
  - 시설팀
- 양양지사
  - 운영팀
  - 시설팀
- 포항지사
  - 운영팀
  - 시설팀
- 사천지사
  - 운영팀
  - 시설팀
- 군산지사
  - 운영팀
  - 시설팀
- 원주지사
  - 운영팀
  - 시설팀

## 관리·운영 공항
- 대한민국의 공항 중 인천국제공항공사가 관리하는 인천국제공항을 제외한 모든 공항들을 관리/운영하고 있다.

국제공항
- 김포국제공항
- 김해국제공항
- 제주국제공항
- 대구국제공항
- 청주국제공항
- 무안국제공항
- 양양국제공항

국내공항
- 울산공항
- 광주공항
- 여수공항
- 포항경주공항
- 사천공항
- 군산공항
- 원주공항
- 울릉공항
- 흑산공항

국외공항
- 친체로 국제공항 (2019년부터 페루 정부 대신 건설·시공사 선정, 공정 관리, 공항 시운전 등 사업 진행 총괄, 2023년에는 운영지원 기술 컨설팅 사업 추진에 합의)

## 같이 보기
- 대한민국의 공항
- 인천국제공항공사